# فانسيسكا إنداودي
فانسيسكا إنداودي (بالإيطالية: Francesca Inaudi)‏ هي ممثلة إيطالية، ولدت في 8 ديسمبر 1977 في إيطاليا.

## أعمال

### أفلام
- (2016) جحيم[3]

## وصلات خارجية
- فانسيسكا إنداودي على موقع IMDb (الإنجليزية)
- فانسيسكا إنداودي على موقع ميتاكريتيك (الإنجليزية)
- فانسيسكا إنداودي على موقع روتن توميتوز (الإنجليزية)
- فانسيسكا إنداودي على موقع قاعدة بيانات الأفلام العربية
- فانسيسكا إنداودي على موقع ألو سيني (الفرنسية)
- فانسيسكا إنداودي على موقع أول موفي (الإنجليزية)
- فانسيسكا إنداودي على موقع قاعدة بيانات الفيلم (الإنجليزية)
- فانسيسكا إنداودي على موقع ليتربوكسد (الإنجليزية)
- فانسيسكا إنداودي على موقع كينوبويسك (الروسية)